# Première guerre des manuels
Vous lisez un « bon article » labellisé en 2020.
Pour les articles homonymes, voir Guerre des Manuels.

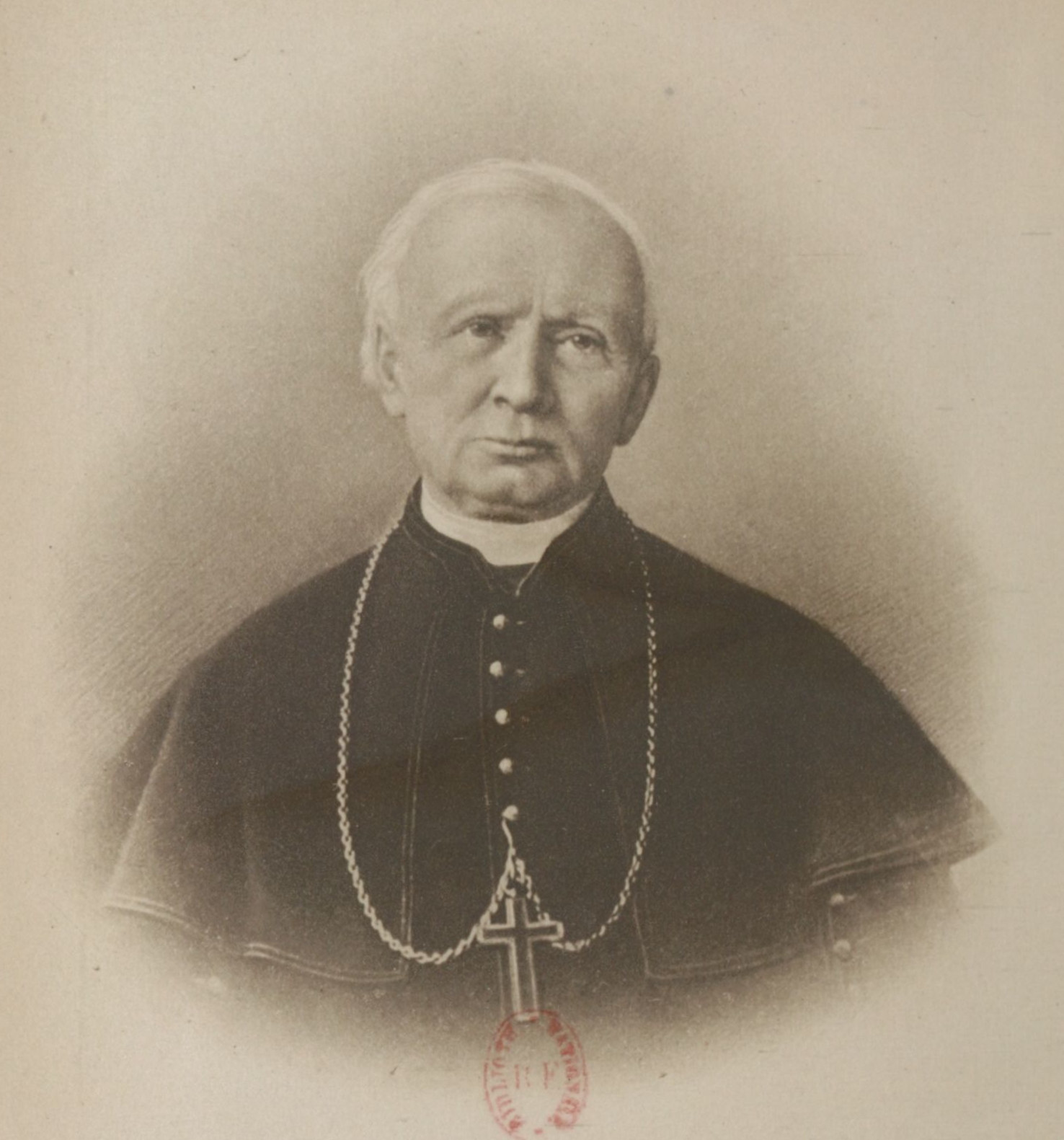
Mgr Isoard, évêque d'Annecy, est un des protagonistes principaux de la guerre des Manuels.

La première « guerre des manuels » est un conflit lié à l'enseignement qui a lieu en France entre 1882 et 1883, à la suite de la laïcisation du contenu de l'enseignement primaire par la loi Ferry du 28 mars 1882. 
Le conflit porte sur quatre manuels d'instruction civique à l'usage de l'école laïque nouvellement instituée, accusés à la fois de relativisme moral, de bafouer le principe de neutralité scolaire et de promouvoir une image hostile de l'Église catholique. À travers cette controverse, l'Église cherche à mener une campagne de défense contestataire contre la loi Ferry qui supprime le catéchisme de l'école et le remplace par les cours d’« instruction morale et civique » prévus dans l’article premier des programmes de l’école primaire. 
Cette « guerre des manuels » met aux prises le gouvernement, les préfets et l'épiscopat français à l'échelon national, et certains prêtres, instituteurs et maires à l'échelon local. Du côté du clergé catholique, elle donne lieu à des confiscations de livres de morale laïque — allant quelquefois jusqu'à l'autodafé — et à des refus de sacrements pour inciter les fidèles à retirer leurs enfants des « écoles mauvaises ». Le ministère des Cultes, quant à lui, profite du Concordat de 1801 pour suspendre le traitement des ecclésiastiques les plus intransigeants.
Ces tensions n'ont toutefois pas lieu dans toutes les régions de France et elles perdent en intensité grâce au retour de Jules Ferry à la présidence du Conseil et aux démarches d'apaisement du pape Léon XIII et des évêques les plus modérés. En cela, la « première guerre des manuels » se distingue de la « seconde guerre des manuels » qui aura lieu vingt-cinq ans plus tard, pendant la guerre scolaire de 1907-1914, et qui sera bien plus virulente.

## Contexte

### De la loi Guizot aux lois Ferry
Depuis 1833, la loi Guizot réglementait l'enseignement primaire de l'instruction publique. Sous la houlette de l’État, des communes et de l’Église, qui avaient chacun leurs prérogatives, les écoliers recevaient une éducation qui comprenait des cours d'instruction morale et religieuse.

L'avènement de la Troisième République va rapidement bouleverser ce statu quo. En effet, la République se construit majoritairement contre l’Église catholique, cette dernière étant politiquement proche des courants légitimistes et bonapartistes. Les lois constitutionnelles de 1875, puis la résolution de la crise du 16 mai 1877 dans un sens favorable aux républicains vont asseoir le régime. Le 4 mai 1877, Gambetta avait désigné l'Église catholique comme « l'ennemi » à abattre :

« Vous sentez donc, vous avouez donc, qu'il y a quelque chose qui, à l'égal de l'Ancien Régime, répugne à ce pays, répugne aux paysans de France […]. C'est la domination du cléricalisme […]. Je ne fais que traduire les sentiments intimes du peuple de France en disant du cléricalisme ce qu'en disait un jour mon ami Peyrat : le cléricalisme ? Voilà l'ennemi. »

La lutte contre le cléricalisme devient une force de conviction et un facteur d'union pour les Républicains. Dès lors, la politique anticléricale peut prendre de l'ampleur, avec tout d'abord la première expulsion des congrégations en 1880.
La question scolaire est ensuite traitée par les lois Jules Ferry. La loi de 1881, qui instaure la gratuité et le caractère obligatoire de l'école primaire, est à la fois un moyen de répandre l’instruction dans tous les milieux sociaux et de pallier le travail des enfants. Quant à la loi de 1882, elle laïcise le contenu de l'enseignement primaire dans les écoles publiques — le personnel enseignant n'étant laïcisé que quatre ans plus tard avec la loi Goblet.

### Autres aspects de la question scolaire
Le conflit étant contemporain de l'avènement d'une série de lois de laïcité anticléricale, il n'est pas réductible aux seuls manuels scolaires. Ceux-ci représentent la cristallisation d'une lutte qui comporte plusieurs motifs de conflit : les programmes, les manuels scolaires, le personnel enseignant et son statut, les locaux, etc. C'est la diversité et l'intensité de cette opposition qui vont marquer durablement la mémoire de la société française. De fait, le terme de « guerre des manuels » apparaît rarement sous la plume des protagonistes de la querelle, puisque les livres scolaires incriminés ne sont pour eux que le prétexte de cette lutte plus vaste dont l'enjeu essentiel est l'école, et à travers elle le système politique de la République. L'instruction civique fait en effet appel à un récit national qui revisite l'histoire de la France pour exalter les vertus de la Révolution française dont la Troisième République se pense comme l’achèvement. Les conflits politiques au sujet de manuels scolaires ont d'ailleurs eu un précédent : au XIXe siècle, la diffusion dans les institutions catholiques de l’Histoire de France à l’usage de la jeunesse de l'abbé Loriquet provoque une polémique entre légitimistes et libéraux au sujet de l'image qu'il renvoie de Napoléon Bonaparte.
Enfin, bien qu'il puisse être tentant de réduire les conflits concernant les livres scolaires à une opposition de deux systèmes d'enseignement, ces derniers sont aussi révélateurs de tendances plus diffuses de la vie politique. S'inscrivant dans une trame d'événements nationaux et internationaux, les manuels reflètent des courants de pensée complexes, mêlant la conviction religieuse aux opinions politiques et sociales d'un pays marqué par la défaite de 1871. Ainsi, au-delà de l'apparition de la morale laïque, l'utilisation à l'école primaire d'ouvrages scolaires pour susciter un esprit patriotique dans la jeune génération oppose également les partisans d'un enseignement du culte de la patrie et des valeurs nationales et les tenants du pacifisme.

## Déroulement

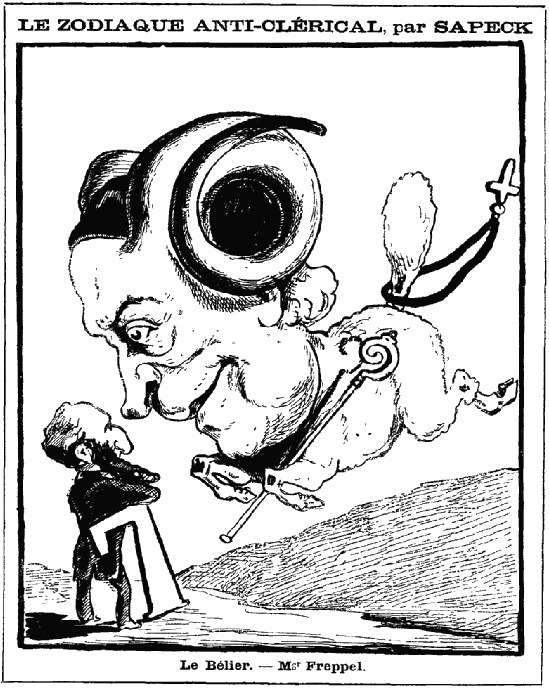
Caricature anticléricale de 1881 dépeignant Mgr Freppel face à Jules Ferry.

### Prémices du conflit
Les lois Ferry, dès leur élaboration, suscitent une opposition vigoureuse de la droite catholique. Ainsi, Mgr Freppel, évêque d'Angers et député du Finistère, s’élève à la Chambre des députés contre l'instruction laïque et étatique qu'il juge « inutile, inefficace, et tendant au socialisme d'État ». De même, la presse conservatrice, et en premier lieu L'Univers de Louis Veuillot, fustige « la révolution scolaire » causée par ces « lois scélérates » et publie le 11 janvier 1883 le décret de condamnation des quatre manuels. Mais c'est par son application concrète que la loi du 28 mars 1882 va déclencher la crise et relancer la polémique. En effet, elle donne lieu à la rédaction de manuels d'instruction civique qui remplacent ceux de morale religieuse. Certains auteurs, affiliés à la libre-pensée, vont y professer ouvertement des opinions hostiles à l’Église catholique. 
Selon le politologue Yves Déloye, la querelle des Manuels est en fait en gestation dès la fin du mois de décembre 1879, au moment où le député Paul Bert présente le rapport de la commission de la Chambre des députés chargée d’étudier la réforme de l’enseignement primaire voulue par Jules Ferry. Il estime que les futurs citoyens doivent être dorénavant « en situation d’acquérir […] l’ensemble des connaissances élémentaires dans le domaine des sciences positives en dehors de toute hypothèse religieuse et de tout enseignement de dogmes ». Un manuel publié par ce même Paul Bert — et qui sera recommandé en annexe des lois et décrets scolaires républicains — entérine l'opposition du positivisme à l'enseignement religieux.

### Mandements du Carême
La réaction des évêques à la deuxième loi Ferry ne se fait pas attendre. Quatre-vingt-huit mandements épiscopaux du Carême de 1882 en condamnent les dispositions et recommandent aux parents de placer leurs enfants à l'école catholique libre. Ces mandements sont parfois lus aux fidèles lors des prêches dominicaux. Selon les évêques, le ton est à la défense religieuse et l'attaque anti-républicaine, ou à la modération.
Ainsi, dans sa Lettre à Messieurs les Curés du diocèse relativement aux catéchismes et à la confession des enfants qui fréquentent les écoles publiques, Mgr Perraud, évêque d'Autun-Chalon-Mâcon, invite le clergé à donner avec mesure l'explication de la situation politique, sans mener « à une attaque, soit contre le système d'enseignement auquel nous avons à porter remède, soit contre les fonctionnaires chargés de donner ou d'administrer cet enseignement […]. Il s'agit surtout […] d'aider et d'encourager les parents à ne négliger aucun des droits que la loi leur confère, et à s'acquitter le mieux possible des graves obligations qui leur sont imposées à l'égard de leurs enfants ».
Le cardinal Guibert choisit, suivi par d'autres, d'adresser une lettre à tous les instituteurs et institutrices de son diocèse, les invitant à faire preuve de sagesse et de raison au milieu des tensions politiques.
D'autres évêques sont nettement plus fermes : dans son mandement sur l'éducation chrétienne des enfants, Mgr Cortet, évêque de Troyes, appelle les familles à la vigilance : « On veut déchristianiser l’individu, la famille, la France, et pour atteindre plus sûrement ce but infernal, on s’attaque surtout à l’enfance et à ceux qui sont chargés de son éducation ». Certains, enfin, condamnent préventivement les manuels qui incitent à l'irréligion : c'est le cas de Mgr Delannoy, évêque d'Aire, qui vise le manuel de Gabriel Compayré, et de Mgr de La Foata, évêque d'Ajaccio, qui écrit à l'occasion du Carême de 1882 : 

« Si la doctrine est manifestement impie, si elle fait briller aux yeux des enfants, comme un des avantages de leur liberté future, le droit qu’ils auraient de profaner le jour du Seigneur, de regarder toutes les religions comme également bonnes, de passer de l’une à l’autre, et même de n’en professer aucune, ces livres portent avec eux leur condamnation. Tout chrétien peut et doit les ranger parmi les livres prohibés, sans attendre une décision épiscopale ; mais, au besoin Nous les réprouvons et les condamnons dès à présent, et Nous en défendons la lecture. »

— Paul-Matthieu de La Foata, Lettre pastorale de Mgr l’évêque d’Ajaccio au clergé de son diocèse à l’occasion de la nouvelle loi sur l’enseignement primaire

### Choix des manuels par les commissions

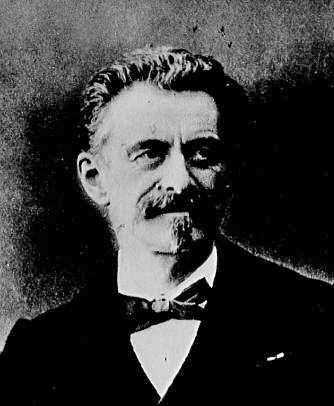
Émile Keller, président du comité de l'enseignement primaire de la Société générale d'éducation et d'enseignement, une association conservatrice qui milite contre la laïcisation du système éducatif français.

La première étape de la mise en place de la loi du 28 mars 1882 est le choix des nouveaux manuels scolaires de morale. Ce dernier a été dévolu par le législateur à des commissions scolaires, régies par l'arrêté du 16 juin 1880. 
Afin de garantir les intérêts de l’Église catholique, plusieurs évêques enjoignent à leurs fidèles de mener une campagne auprès de ces commissions pour influer sur le choix des manuels : il s'agit de conserver les références à la morale catholique, ou au moins de s'assurer que les doctrines catholiques ne sont pas sapées par leurs contenus. Paul Bert, devenu ministre de l’Instruction publique, souhaite au contraire que ce choix se porte sur les manuels de morale laïque et non pas sur des manuels rédigés par les catholiques, concrétisant « l’exclusion de l’enseignement confessionnel d’un espace scolaire en voie de laïcisation ». Le manuel devient alors l’objet qui « concentre les passions suscitées par la loi du 28 mars 1882 dans la société française ». 
Malgré le soutien apporté à l'action des évêques par l'influente Société générale d'éducation et d'enseignement, les efforts des catholiques ne portent que peu de fruits. En effet, une première liste est établie par les commissions scolaires cantonales, composées d'instituteurs à qui les familles peuvent faire part de leurs doléances, mais ce travail est complété par une commission départementale placée sous le contrôle de l’inspecteur d'Académie et composée de professeurs des écoles normales. Ce second niveau de contrôle limite fortement l’influence des parents d'élèves : ainsi, la commission départementale du Jura élimine de la liste les manuels provenant d'éditeurs catholiques sur lesquels deux commissions cantonales avaient jeté leur dévolu. Toutefois, dans certaines régions, les fonctionnaires de l'Instruction publique cèdent en partie aux demandes des catholiques : l'Eure-et-Loir décide de n'utiliser que la deuxième édition de L'Instruction civique à l'école à l'école de Paul Bert, c'est-à-dire celle où la préface de l'auteur a été retirée ; dans le Pas-de-Calais, l'inspecteur d'Académie décide qu'aucun livre de morale ne sera mis en circulation pour l'année scolaire 1882-1883 ; dans le Finistère, le Gard, l’Ille-et-Vilaine, l’Indre-et-Loire, la Meurthe-et-Moselle et la Vienne, le manuel de Paul Bert est d'usage restreint, un certain nombre d'instituteurs le jugeant trop provocateur.
Le rôle des commissions scolaires est finalement très restreint par la circulaire du 13 juin 1882 (ni contrôle, ni droit d'inspection), et le prêtre n'est plus invité à y siéger.

### Le «Manifeste des 56»
Les hommes politiques catholiques ne sont pas en reste dans l'opposition à la loi du 28 mars. Ainsi, cinquante-six députés de la droite intransigeante signent un manifeste daté du 31 mars 1882, rédigé par Mgr Freppel. Par ce texte, ils protestent contre la suppression de l'éducation religieuse à l'école : la loi est pour eux « un malheur pour la France » et ils se réservent le droit de l'abroger ultérieurement, tout en s'engageant à apporter une aide aux parents dont les enfants pourraient recevoir un enseignement blessant leur foi.
Les Cercles catholiques se prononcent également pour la résistance et l'abrogation de la loi. Le 9 juillet 1882, à Bordeaux, Albert de Mun et d'autres personnalités appellent à la désobéissance et s'élèvent contre L'Instruction civique à l'école.
Les autorités romaines demeurent toutefois conciliantes. Jules Ferry temporise aussi, malgré ses déclarations publiques. En effet, le 27 juillet 1882, il signe l'arrêté organisant la pédagogie et le programme des écoles primaires : en annexe de la partie sur l’enseignement moral figurent les « devoirs envers Dieu » (Journal officiel, 2 août 1882). Les oppositions semblent s'apaiser après ce geste de bonne volonté et ce jusqu'au décret de la Congrégation de l'Index qui provoquera réellement la crise des manuels.

### Mise à l'Index de quatre manuels de morale
Le choix des manuels scolaires s'étant fait à partir de la mise à l'écart des catholiques, un certain nombre de manuels écrits par des libre-penseurs ou prônant le rationalisme en matière morale sont introduits dans les écoles françaises pour l'année scolaire 1882-1883 à la suite de la loi de 1882. Les manuels élaborés ont le plus souvent pour plan : devoirs envers Dieu (les devoirs envers Dieu ne seront supprimés des programmes qu’en 1923), devoirs envers la patrie, devoirs envers les parents, devoirs envers soi-même. Cette morale du devoir est inspirée de la morale kantienne enseignée à la Sorbonne par Victor Cousin.
Des plaintes étant remontées dans la hiérarchie catholique, vingt évêques français décident de saisir la Congrégation de l'Index. En parallèle, les évêques de Saint-Dié, d'Aix-en-Provence, de Tulle et de Moulins, n'attendant pas la décision du Saint-Siège, condamnent unilatéralement L'instruction civique à l'école dès le 18 octobre 1882. 
Le 15 décembre 1882, la Congrégation émet par décret une condamnation contre quatre manuels de morale, en dehors de Mme Gréville, les auteurs des livres mis à l’Index sont fortement impliqués politiquement : la publication de leur manuel est un acte militant tout autant que pédagogique : 
- L'Instruction civique à l'école, écrit par Paul Bert[n 3]. L’Église catholique y est notamment représentée comme pleinement liée à la tyrannie imputée à l’Ancien Régime et à sa fiscalité jugée écrasante pour le peuple[22]. La Révolution française y est présentée comme un événement fondateur qui libère la France d'une Église toute-puissante, et son chapitre s’achève sur une sorte de prière, qui fait appel au vocabulaire religieux pour ironiquement bénir la Révolution[19]. Enfin, les croyances religieuses, qualifiées de « superstitions », sont stigmatisées à divers endroits par l'auteur[23], comme dans son avant-propos par la critique des miracles et la remise en cause de l’existence du surnaturel[19].
- Éléments d'éducation morale et civique, écrit par Gabriel Compayré, député du Tarn. L'auteur y adopte une vision spiritualiste de l’existence de Dieu et de l’immortalité de l’âme en se plaçant hors de toute religion constituée et en excluant de la piété tout dogme et toute observance de rites, ne reconnaissant que le devoir moral[22]. Le mariage religieux est par exemple présenté comme facultatif[19].
- Instruction morale et civique : l'homme, le citoyen, de Jules Steeg, ancien pasteur protestant devenu déiste, député de la Gironde et inspecteur général de l'enseignement primaire. Ce que les catholiques reprochent principalement à ce manuel est qu'il défend la liberté de croyance, relègue la religion à une affaire privée, dénie la nécessité d’une autorité religieuse[19]. La présentation de l’histoire de France est tout aussi partiale : l’auteur accuse Louis XVI d’avoir conspiré contre la République mais n’évoque ni la mort du roi ni la Terreur[19].
- Instruction morale et civique des jeunes filles, de Mme Gréville (son vrai nom est Alice Marie Céleste Fleury). Ce livre destiné aux petites filles insiste sur la politesse, la modestie et le sens du devoir, mais ce qui apparaît être un scandale est que, contrairement aux trois manuels précédents, le nom de Dieu n’apparaisse même pas. Ne pas citer Dieu, c’est considérer qu’il n’existe pas[19].

Dans le cas des quatre manuels précités, la condamnation est donec expurgetur, c'est-à-dire que la lecture en est absolument proscrite. Plus précisément, le décret de la Congrégation détaille la marche à suivre pour les catholiques vis-à-vis de ces livres : 

« En conséquence, que personne, de quelque grade et condition qu’il soit, n’ait l’audace d’éditer, de lire ou de garder les ouvrages précités en quelque lieu et langue que ce soit, mais que chacun soit tenu de les livrer à l’ordinaire des lieux ou aux inquisiteurs de la perversité hérétique, sous les peines édictées dans l’Index des livres défendus. »

Les quatre manuels scolaires mis à l'Index
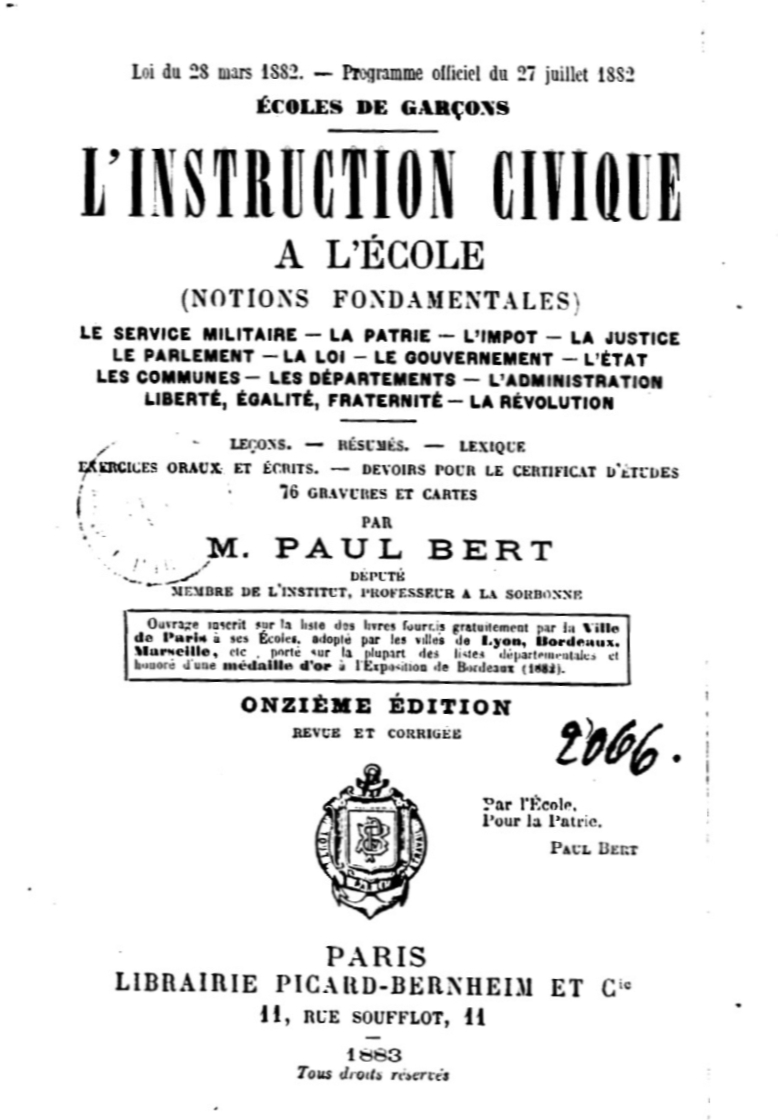
L'Instruction civique à l'école, de Paul Bert.
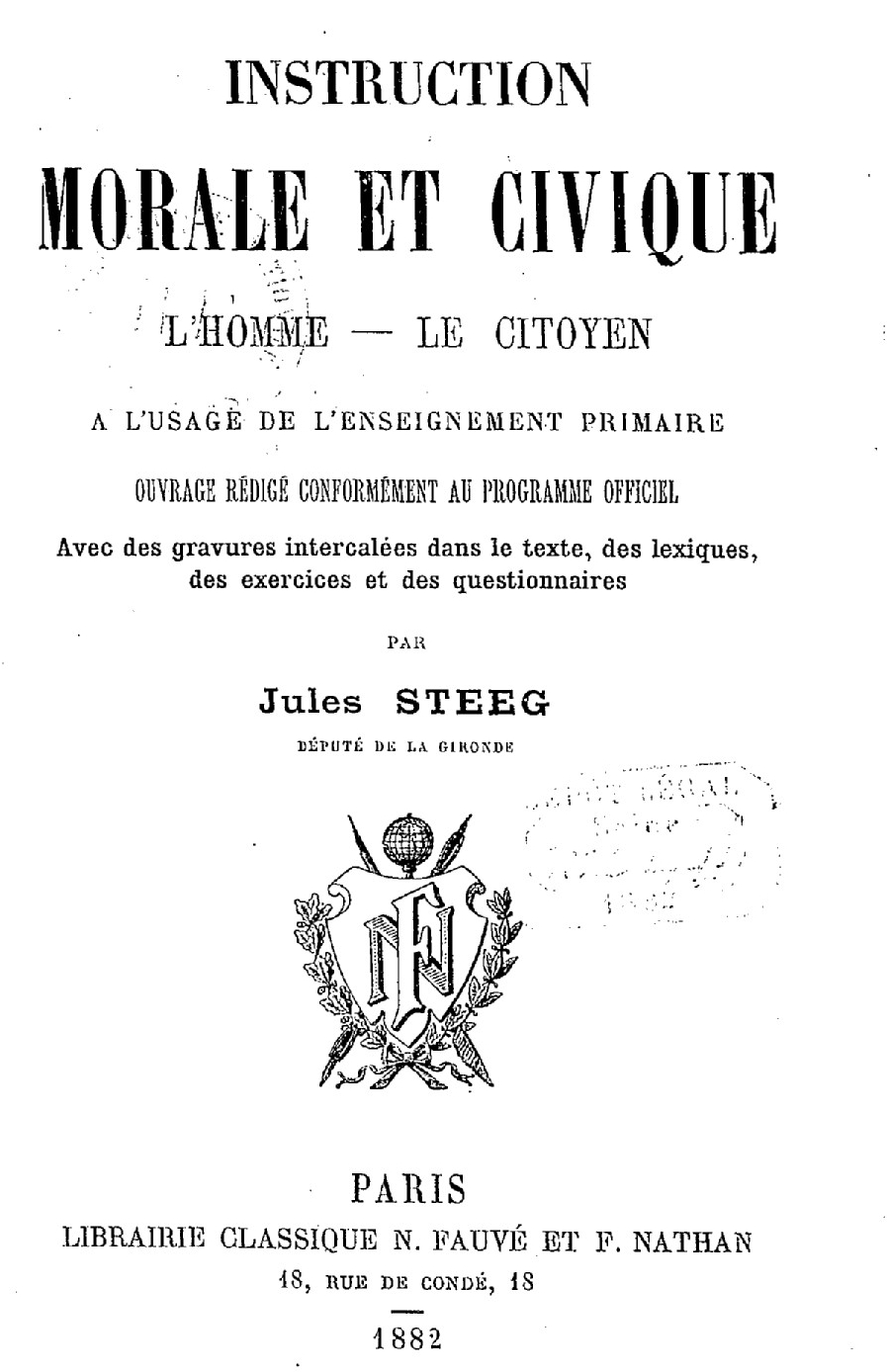
Instruction morale et civique, de Jules Steeg.
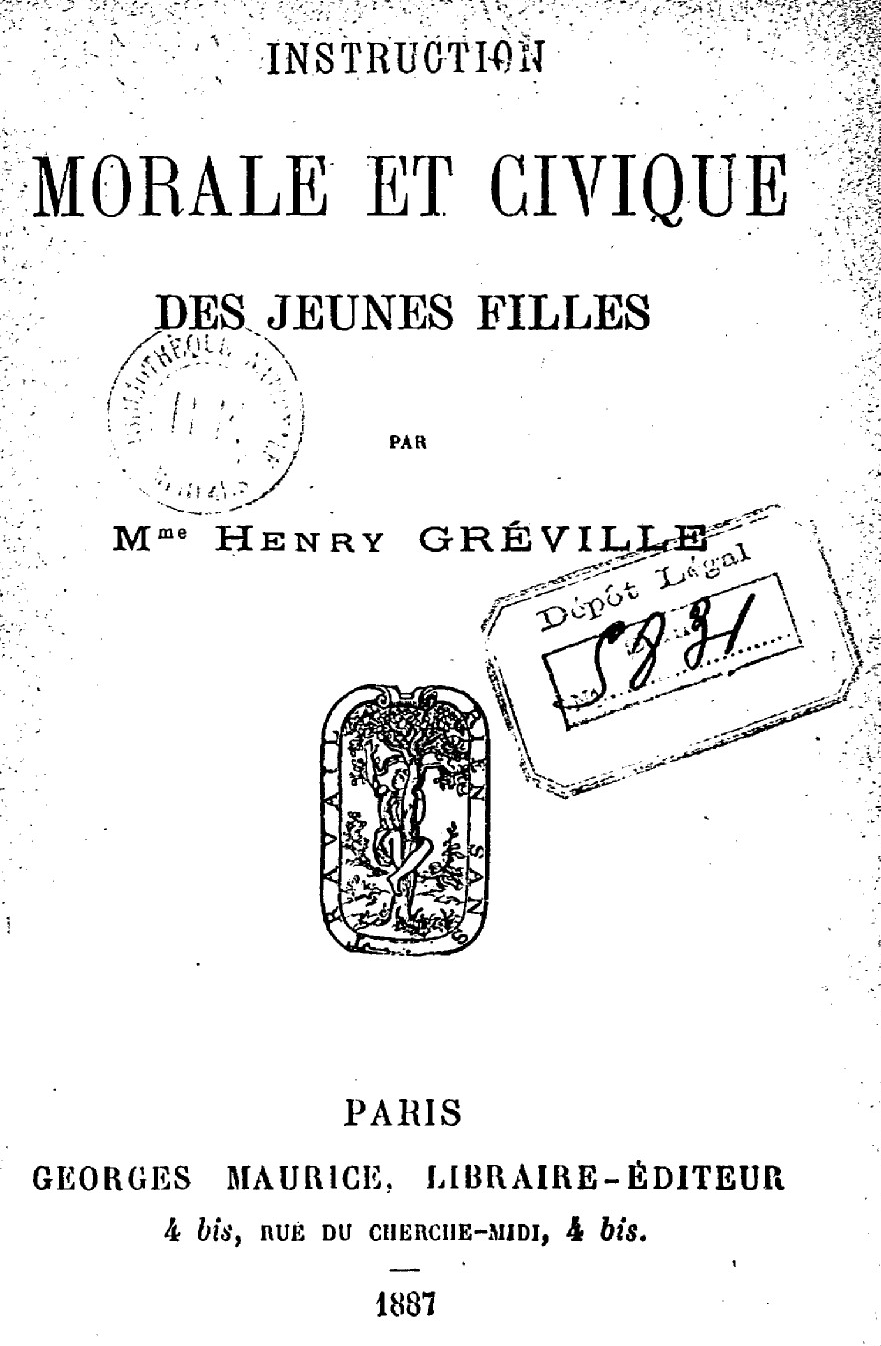
Instruction morale et civique des jeunes filles, de Mme Gréville.
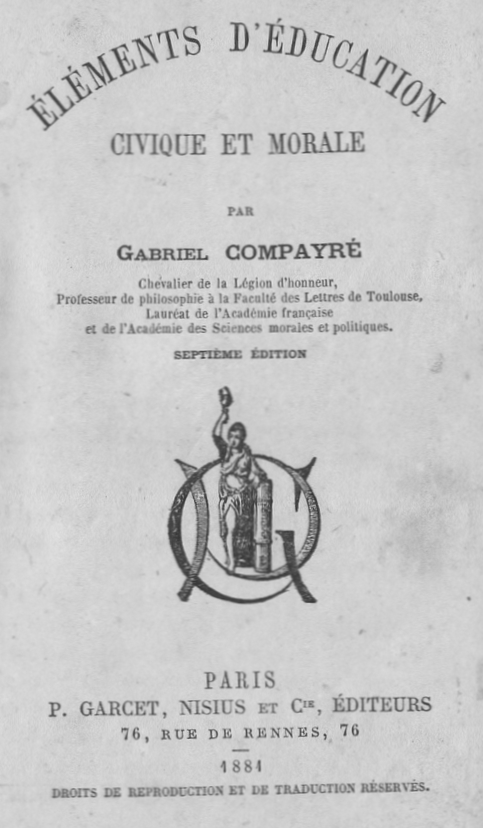
Éléments d'éducation morale et civique, de Gabriel Compayré.

Les éditeurs scolaires de ces manuels condamnés ont tous émergé sous la Troisième République, ils se placent stratégiquement près du pouvoir, ils ont tout intérêt à publier des députés républicains et à soutenir les lois Ferry.
En contrepoint des quatre manuels mis à l’Index, des ouvrages religieux, catéchismes et manuels sont recommandés par le clergé : le manuel d'instruction civique de J. Pégat, La Commune, le département et l’État ; les manuels des maisons d'édition Mame, Eugène Ardant (qui publie en particulier de nombreux abécédaires), Barbou qui édite de nombreux récits moraux, Louis-Joseph Lefort et ses nombreuses méthodes de lecture. La laïcisation de l'école fait perdre à ces éditeurs leur situation de monopole sur les ouvrages scolaires, ils sont remplacés par de grands éditeurs scolaires républicains qui ont pris le marché et qui sortent victorieux de cette guerre des manuels.

### Riposte gouvernementale

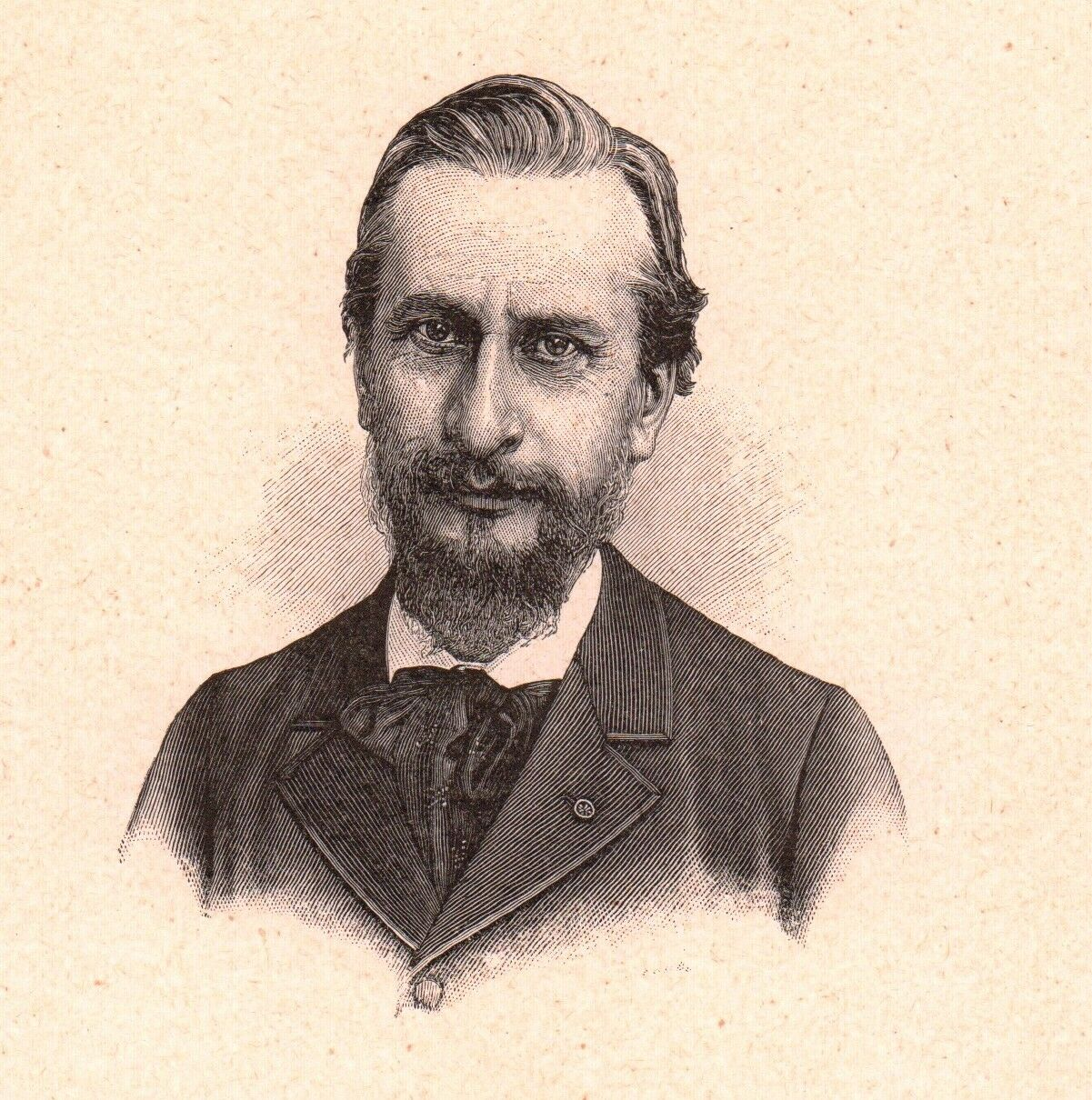
Émile Flourens, directeur des Cultes de juillet 1879 à 1885.

Les 10 et 11 janvier 1883, le décret de la Congrégation est publié dans le quotidien catholique L'Univers, et doit être lu en chaire quelques jours plus tard. Mais la réaction du gouvernement est immédiate : le directeur des Cultes Émile Flourens interdit la lecture du décret dans les paroisses, s'appuyant sur la règle qui veut que toute bulle pontificale doive être validée par un décret du Conseil d'État avant de pouvoir paraître en France.
Cinq évêques — Mgr Isoard, évêque d'Annecy, Mgr Cotton, évêque de Valence, Mgr Ramadié, archevêque d'Albi, Mgr Bouange, évêque de Langres et Mgr Bonnet, évêque de Viviers — refusent de se soumettre et rédigent des mandements pour le faire lire dans les églises qui dépendent de leur juridiction. D'autres, pour contourner la mesure gouvernementale, n'y font que des allusions évasives et donnent des recommandations de portée plus générale. Le gouvernement, profitant du fait que dans le régime concordataire de 1801 le clergé catholique est rémunéré par l’État, décide de suspendre le traitement des ecclésiastiques passant outre aux directives gouvernementales. Sur dénonciation des préfets, 2 000 suspensions de traitement sont traitées par le Conseil d'État — récemment épuré de ses membres suspects de cléricalisme —, et touchent cinq évêques réfractaires. Parmi eux, on compte Mgr Isoard, qui est condamné pour sa lettre pastorale du 21 janvier 1883.

### Tensions locales

#### Constantes de la mobilisation
Le conflit est médiatisé principalement par voie de presse ; c'est par ce biais que les lois sont relayées et les chroniqueurs alimentent les polémiques. Ainsi, des appels à la résistance sont régulièrement lancés par la presse conservatrice et catholique. Les bulletins paroissiaux de nombreuses localités et Semaines religieuses des différents diocèses témoignent également de leur préoccupation constante de la laïcisation de l'école. Le point culminant de la campagne de presse fait suite à la parution du décret de l'Index puisque ce sont les journaux qui informent la population catholique de la position adoptée par le Saint-Siège : les colonnes consacrées aux réactions catholiques ou républicaines deviennent plus nombreuses, intensifiant la campagne de lutte idéologique. 
Les évêques exhortent alors parents et instituteurs à utiliser d'autres manuels que ceux qui ont été condamnés, et à remettre au curé les livres proscrits afin qu'ils soient détruits. Ces exhortations sont suivies d'effets : localement ont lieu des confiscations massives de manuels, voire leur destruction, et des refus par le curé des sacrements (et plus particulièrement de la première communion) aux familles récalcitrantes, sur la recommandation des évêques. Par exemple, le préfet de la Drôme rapporte les propos suivants tenus par Mgr Cotton :

« Les enfants, qui fréquentent les écoles où les manuels condamnés sont adoptés comme livres classiques, nous paraissent exposés au danger permanent et très prochain de perdre la foi et de contracter les habitudes les plus déplorables. Nous jugeons donc que ceux d’entre eux qui ont déjà fait leur première communion ne doivent pas être admis aux sacrements, s’ils ne l’ont pas faite encore doivent être ajournés tant qu’ils resteront dans l’occasion de pécher. »

Ce sont en particulier pendant les mois de préparation de ce rite de passage catholique que les familles sont le plus sensibles aux instructions du clergé, et donc les incidents plus nombreux. L'influence des prêtres semble s'exercer lors des séances de catéchisme, mais aussi via le confessionnal et touche en priorité les mères de famille, traditionnellement plus sensibles aux questions religieuses que les pères de famille. 
Si le mouvement est appuyé par la Société générale d'éducation et d'enseignement, cette dernière reste plus modérée que L'Univers et ne relaie pas ses appels à la désobéissance civile ou à la grève scolaire.

#### Un fort particularisme régional
Le politologue Yves Déloye a dressé deux cartes géographiques de la résistance selon les départements. Les incidents se multiplient avec une radicalisation du conflit en Ariège, dans le Doubs, la Drôme, le Gers, la Gironde, les Landes, la Haute-Marne, les Pyrénées-Orientales, le Tarn, le Var et les Vosges. Les diocèses les plus touchés — ceux d'Albi, d'Annecy, de Tulle et de Valence — le sont du fait de l'impulsion donnée par leurs évêques, ou d'un militantisme intense du bas-clergé. En dehors des départements et des diocèses cités plus haut, seules des tensions sporadiques se produisent.
Dans certaines parties de la France, l'action de la hiérarchie catholique est soutenue par les notables, qui entraînent souvent leur clientèle dans leur résistance. Par exemple, le maire de Luzé, en Indre-et-Loire, est identifié par le préfet comme un des responsables des troubles locaux : « La commune de Luzé qui compte seulement 429 habitants est une des plus arriérées et des plus réactionnaires du département. Elle est sous l’influence et la domination d’un maire et d’un desservant qui se distinguent parmi les plus ardents et les plus fanatiques du parti clérico-monarchique. »
On notera que les régions catholiques où l'école libre est bien implantée (par exemple la Bretagne, l'Indre-et-Loire et la Vendée) restent relativement à l'écart du mouvement. En effet, dans ces régions, les instituteurs choisissent de modérer l'application de la loi de 1882 pour éviter la désertion de l'école laïque au profit de l'école congréganiste. Cette désertion n'est pas une crainte illusoire : dans certains villages du Tarn, la chute des effectifs est vertigineuse : « À Saint-Sernin-lès-Lavaur, il resta un élève sur 31, à Saint-Jean-de-Marcel 4 sur 68, à Maurens-Scopont 12 sur 43, à Montredon 10 sur 51… » De fait, dans les régions de forte implantation congréganiste, l'usage des manuels condamnés est évitée et l'inspecteur de l’Académie d'Indre-et-Loire écrit à propos de la situation dans son département : 

« On a eu raison de ménager la transition entre l’ancien et le nouveau régime de l’école ; mais une transition est nécessairement temporaire ; il faut donc tendre, partout où faire se pourrait sans négliger aucune occasion, à réduire le nombre de communes où la neutralité confessionnelle de l’école n’a pu être encore complètement établie. Tolérez une courte prière là où la suppression trop brusque de cette pratique favoriserait l’école congréganiste rivale ; faites qu’elle disparaisse ailleurs aussitôt qu’une occasion s’offrira, soit l’époque des vacances, soit le changement de maître ou de maîtresse. »

### Apaisement progressif

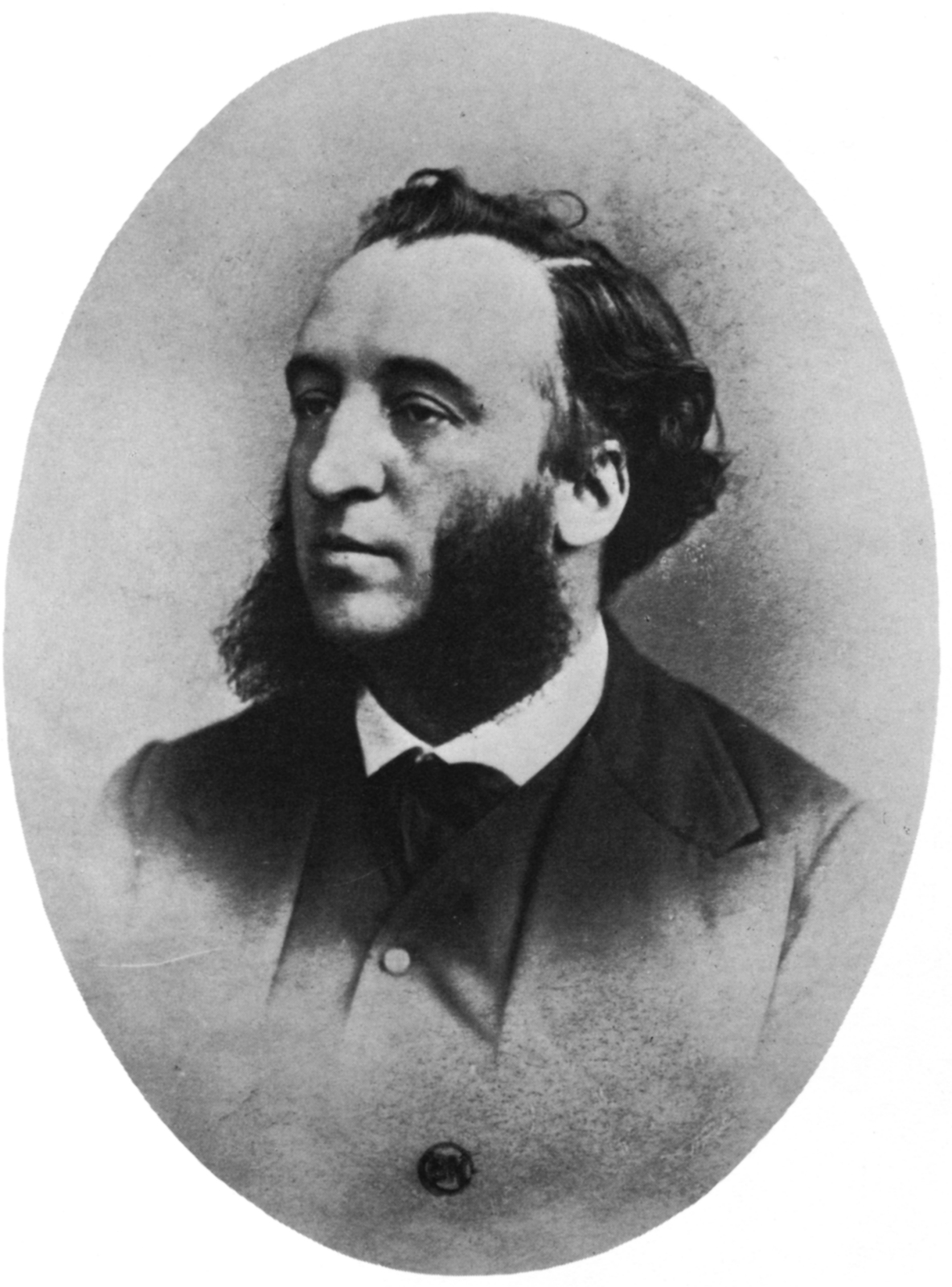
Jules Ferry, redevenu président du Conseil de février 1883 à mars 1885, photographie par Nadar.

Les tensions, bien qu'importantes en certains endroits, ne se généralisent pas sur tout le territoire. En effet, de nombreux évêques ne font pas appliquer le décret de mise à l'Index ou le font avec prudence et modération. D'après le politologue Yves Déloye, seules 6 % des communes sont touchées par une mobilisation importante. 
Un dialogue s'engage alors entre Léon XIII et Jules Ferry par l'intermédiaire du nonce, Mgr Di Rende, et de l’ambassadeur, Édouard Lefebvre de Béhaine[source insuffisante]. Léon XIII se montre très diplomate et freine les excès des défenseurs de l’Église les plus sévères. Les négociations avec le Saint-Siège amènent Émile Flourens à prendre le 30 juin 1883 une directive dans laquelle il proroge l'entrée en effet des suspensions de traitement et invite tous les ecclésiastiques concernés à entrer en négociation avec le gouvernement. Des 2 000 suspensions initiales, seules 500 sont maintenues par le Conseil d’État, dont celle de Mgr Isoard. 

Enfin, en novembre 1883, les instituteurs sont appelés à la retenue par Jules Ferry (il n'était pas président du Conseil lors de l'adoption de la loi de laïcité l'année précédente sous le Gouvernement Charles de Freycinet (2)) : 

« Au moment de proposer aux élèves un précepte, une maxime quelconque, demandez-vous s'il se trouve à votre connaissance un seul honnête homme qui puisse être froissé de ce que vous allez dire. Demandez-vous si un père de famille, je dis un seul, présent à votre classe et vous écoutant, pourrait de bonne foi refuser son assentiment à ce qu'il vous entendrait dire. Si oui, abstenez-vous de le dire ; sinon, parlez hardiment : car ce que vous allez communiquer à l'enfant, ce n'est pas votre propre sagesse ; c'est la sagesse du genre humain, c'est une de ces idées d'ordre universel que plusieurs siècles de civilisation ont fait entrer dans le patrimoine de l'humanité. »

— Jules Ferry, Lettre aux Instituteurs, 17 novembre 1883
Cette lettre ne fait pas l'unanimité dans la majorité gouvernementale : elle suscite les critiques des républicains les plus radicaux et de Ferdinand Buisson. Toutefois, la modération que montre le promoteur de l’école laïque contribue à la normalisation de la situation et amène progressivement à la fin de la crise.

## Raisons de la condamnation des manuels
La mobilisation autour des manuels révèle que « l'éducation apparaît maintenant un lieu privilégié pour observer les forces profondes de la société, la pesanteur des héritages, et le désir de renouvellement et d'adaptation aux mœurs contemporaines », comme l'écrit Jean-Marie Mayeur. De fait, les élites catholiques — qui vérifient régulièrement le contenu des manuels — relèvent deux problèmes dans les livres scolaires condamnés : l'anticléricalisme et la morale sans référence à la religion. 

### L'anticléricalisme

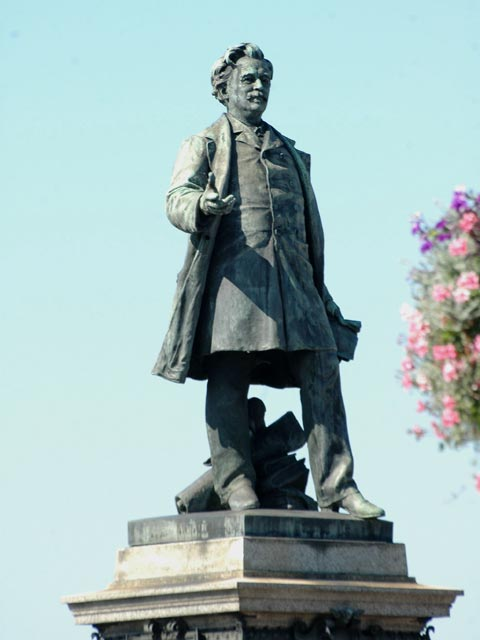
Statue de Paul Bert à Auxerre. Paul Bert fut ministre de l'Instruction publique du cabinet Gambetta (14 novembre 1881 – 22 janvier 1882).

L'historien René Rémond en donne la définition suivante : « […] l'anticléricalisme suspend son jugement. Il peut tout aussi bien s'allier à une négation métaphysique (dans le cas du socialisme marxiste) ou aller de pair avec une profession de foi déiste. […] Il n'implique pas irréligion : il entend seulement ramener l'influence de la religion, et singulièrement du clergé, dans les bornes qui doivent selon lui en délimiter le domaine. Il souhaiterait que les religions ne sortent pas de la sphère privée. »
L'anticléricalisme des manuels s'explique par le fait que pour Paul Bert et les républicains radicaux, la jeunesse étant majoritairement entre les mains du clergé ou des congréganistes, il faut leur substituer une influence strictement républicaine. Ainsi, Paul Bert souligne, dans un discours prononcé à Auxerre le 19 août 1880 : « c'est notre Église laïque à nous, où l'on enseigne des vérités scientifiques et démontrables […] , où l'on enseigne les vertus civiques et la religion de la Patrie ». Le gouvernement de Jules Ferry est acquis à l'idée que l'influence du clergé est une ingérence inopportune pour la République. Cet anticléricalisme d’État se confond avec la conviction que « toute religion est vouée à se dégrader en cléricalisme ». Cette position est entretenue par certaines prises de position des catholiques intransigeants : par exemple, les comités catholiques sont porteurs d'une approche traditionaliste et ultramontaine et ce courant est incarné par des parlementaires comme l'influent Mgr Dupanloup au Sénat.
Selon un auteur catholique contemporain, cet anticléricalisme se manifeste dans les quatre manuels condamnés par une critique de l'action historique du catholicisme :

« La doctrine est identique. En politique, le dénigrement systématique de tout ce qui a précédé 89, le culte de la Révolution avant laquelle la société française était un peu au-dessous de l'état sauvage en morale, […] puis la haine de la religion catholique qui suinte partout quand même elle n'est formulée nulle part. »

— Joseph Burnichon, Les manuels d'éducation civique et morale et la condamnation de l'Index, Marseille, Société anonyme de l'Imprimerie marseillaise, 1883, p. 6

### La disparition de Dieu dans la morale
M. Herbelot, qui enquête pour le compte de l'archidiocèse de Paris, signale dans son rapport que plusieurs manuels républicains, au nombre desquels L'Instruction civique à l'école à l'école et Éléments d'éducations morale et civique, « demeure[nt] étrangers à toute notion religieuse ou surnaturelle » et que leur « enseignement moral [est] singulièrement insuffisant » par leur omission des devoirs envers Dieu. Au yeux des élites catholiques, si l'éducation civique se substitue au catéchisme, c'est pour constituer une « école sans Dieu ». Ainsi, le journal catholique La Croix écrit : 

« La loi du 28 mars 1882 a été une intimation faite à Dieu de sortir de l’école. Plus de prêtre auprès de l’enfant, plus de catéchisme pour apprendre ses devoirs et le but de la vie : tel était son but. Ceux qui avaient proscrit le catéchisme songèrent à le remplacer et alors parurent ces Manuels d’instruction civique, où le nom de Dieu n’était pas prononcé. Ils indiquaient en quel sens l’instituteur doit enseigner, pour apprendre à l’enfant à se passer de Dieu. »

— La Croix, 26 juin 1883.
L'enseignement public d'une morale laïque est donc perçu comme une lutte antireligieuse. Aussi, le 10 avril 1883, Mgr Isoard adresse à Jules Ferry une lettre où il cite un extrait du manuel de Gabriel Compayré : « Quand on demandait à Georges où il puisait la force nécessaire pour remplir tous ces devoirs, il répondait invariablement : “Dans le sentiment de ma dignité personnelle” », et le commente de la manière suivante : « On ne peut écarter d’une manière plus complète le dogme de la nécessité constante du secours de Dieu, de la grâce. On ne peut formuler plus nettement la pensée de tout l’ouvrage, qui est de rendre la religion inutile, de mettre l’homme à la place de Dieu ». 
Le politologue Yves Déloye, dans son étude sur les manuels laïques des années 1870-1885, montre que la proportion de pages qui traitent de religion dans les manuels condamnés ne dépasse pas 2 % et que les chapitres qui y sont consacrés sont rejetés à la fin des livres, ce qui atteste de leur place secondaire dans la morale laïque. 
Les tenants du positivisme fondent cette nouvelle morale sur la science. Pour eux, la science permet de rendre aux devoirs moraux des enfants leur indépendance vis-à-vis des cultes. Ainsi, Jules Payot, alors recteur d'académie, écrit : « la morale est une science d’une évidence analogue à celle de la géométrie […], il faut démontrer, clair comme le jour, la grandeur des devoirs envers les parents, le devoir de travailler ». C'est pourquoi Mgr de La Foata relève : « Les enfants […] comprendront parfaitement que, si dans cette morale qu’on leur prêche, il n’y a pas place pour Dieu, c’est que Dieu est positivement mis à l’écart, c’est que la Religion est considérée comme une intervention purement humaine, comme un ensemble de superstitions incompatibles avec les lumières que la science nous apporte. »

### L'athéisme d'État
La défense organisée par les évêques fait appel à la neutralité de l’école mais défaveur de l’athéisme : puisque les livres de religion ont été interdits par le gouvernement, tout livre portant atteinte à la religion doit l’être aussi.
La déclaration d’athéisme du sénateur d'extrême gauche Victor Schœlcher pendant les débats sur la loi sur la laïcité le 23 mars 1882, ont attisé le sentiment d'une laïcité combative contre la foi en Dieu. Dans sa lettre circulaire, l’évêque de Tours fait ainsi référence à cette déclaration d’athéisme,.
Ces tensions ont conduit le ministre Jules Ferry à s’engager à protéger la foi des élèves : « Tout instituteur, ajoutait M. le ministre, qui se permettrait de blesser dans son enseignement la foi de ses élèves, devrait s’attendre à être vivement puni ».

## Évolution ultérieure
Cette première guerre des manuels s’achève donc sur un compromis, mais porte en elle tous les éléments des tensions qui surgiront à l'occasion de la guerre scolaire (1907-1914).
Si des tensions sporadiques continuent à voir le jour dans la société française, l'école de Jules Ferry est relativement exempte de polémiques de 1884 à 1886. Mais en 1886, la question scolaire revient au premier plan avec les débats qui mènent au vote de la loi Goblet, qui parachève la laïcisation de l'école en refusant aux religieux la possibilité d'enseigner à l'école publique, ce qui est vu par certains comme un empiètement sur les droits des personnes et une brèche dans la liberté d'enseignement.
Une fois la laïcité des républicains opportunistes bien en place, l'arrivée au pouvoir en 1902 des radicaux et radicaux-socialistes — venus de la gauche de la Chambre des députés — va relancer la question scolaire. En effet ces derniers, défenseurs d'un anticléricalisme plus intransigeant que celui de Jules Ferry et inspirés par la franc-maçonnerie, souhaitent pousser plus loin la déchristianisation de la société française. Ces volontés se traduisent par la loi de 1904 supprimant les congrégations enseignantes et la loi de séparation des Églises et de l'État. Ce nouveau repli de l'influence des doctrines catholiques conduit à la guerre scolaire (1907-1914) qui commence avec l'affaire Morizot et culmine avec une nouvelle guerre des manuels, plus violente et plus durable que celle-ci.